# جین گیل (هنرپیشه، زاده ۱۸۹۰)
جین گیل (انگلیسی: Jane Gail؛ ۱۶ اوت ۱۸۹۰ – ۳۰ ژانویهٔ ۱۹۶۳) هنرپیشه اهل ایالات متحده آمریکا بود. از فیلم‌هایی که وی در آن نقش داشته است، می‌توان به ۲۰٬۰۰۰ فرسنگ زیر دریا محصول ۱۹۱۶ اشاره کرد.